# Juttadinteria
Juttadinteria es un género con 21 especies de plantas suculentas perteneciente a la familia Aizoaceae.

## Taxonomía
Juttadinteria fue descrito por el arqueólogo, historiador y botánico alemán, Martin Heinrich Gustav Schwantes, y publicado en Z. Sukkulentenk. 2: 182 (1926). La especie tipo es: Juttadinteria kovisimontana (Dinter) Schwantes (Mesembryanthemum kovisimontanum Dinter)
Etimología
Juttadinteria: nombre genérico otorgado en honor de Jutta Dinter, la esposa del botánico alemán Kurt Dinter.

## Especies
- Juttadinteria albata L.Bolus
- Juttadinteria attenuata Walg.
- Juttadinteria ausensis Schwantes
- Juttadinteria buchubergensis Dinter
- Juttadinteria cinerea Schwantes
- Juttadinteria dealbata L.Bolus
- Juttadinteria decumbens Schick & Tisch.
- Juttadinteria delaetiana Schwantes
- Juttadinteria deserticola Schwantes
- Juttadinteria elizae L.Bolus
- Juttadinteria insolita L.Bolus
- Juttadinteria kovisimontana (Dinter) Schwantes
- Juttadinteria longipetala L.Bolus
- Juttadinteria montis-draconis Schwantes
- Juttadinteria pomonae Schwantes
- Juttadinteria proxima L.Bolus
- Juttadinteria rheolens L.Bolus
- Juttadinteria simpsonii Schwantes
- Juttadinteria suavissima Schwantes
- Juttadinteria tetrasepala L.Bolus